# Gråräv
Gråräv, Urocyon cinereoargenteus, är en art i familjen hunddjur som förekommer i Nord-, Central- och Sydamerika. En besläktad art, Urocyon littoralis, förekommer endast på några öar i södra Kalifornien.
Artepitet i det vetenskapliga namnet är bildat av de grekiska orden cinereus (askgrå) och argenteus (silver).

## Utseende
Gråräven har grå rygg med gulbruna sidor, extremiteter och hals. Buken är vit. På ryggen finns en svart remsa och även svansens spets är svart. Kroppen (huvud och bål) är 83 till 110 cm lång och svanslängden är 28 till 44 cm. Mankhöjden är 30 till 40 cm och vikten varierar mellan 2,0 och 5,5 kilo. Hanen är i allmänhet större än honan.
Gråräven kan alltid identifieras med hjälp av den svarta svansspetsen. Rödrävar som förekommer i samma utbredningsområde har under pälsbytet en päls som är ganska gråaktig men de har en vit svansspets.

## Utbredning
Arten förekommer från södra Kanada i norr, till Colombia och Venezuela söder. Den lever i lövskogar och busklandskap. Gråräven uppsöker även jordbruksmark och den hittas dessutom i ganska torra områden när det finns vegetation, till exempel i sydvästra USA och i Mexiko.

## Levnadssätt
Jämte mårdhunden har gråräven som enda art i familjen hunddjur förmågan att klättra i träd och kallas därför i Nordamerika för tree fox. Födan består bland annat av smågnagare, fåglar och insekter vid sidan om bär, frukter och andra växter.
Grårävar gräver sällan egna gryt utan har sina bon i håligheter i träd, naturliga grottor eller i murmeldjurens hålor. De är främst aktiva under natten men kan under vissa väderförhållanden vara dagaktiva. Grårävar lever troligtvis monogamt i en relation som varar hela livet men det behövs fler observationer som bekräftelse. Arten markerar sitt revir med avföring och urin. Parningstiden ligger mellan januari och april och sedan följer cirka 60 dagar dräktighet. Vanligtvis föds fyra valpar per kull men ibland föds upp till tio ungar. Ungarna föds blinda och de öppnar sina ögon efter 10 till 12 dagar. När de är tre månader gamla följer de sina föräldrar på utflykter. Grårävar blir efter 10 månader könsmogna och vid denna tid lämnar de modern. De flesta individer lever bara 4 eller 5 år men enskilda exemplar kan bli upp till 15 år gamla.

## Hot och status
Grårävens naturliga fiender utgörs av puman och kungsörnen.
Arten hämtar sällan sin föda från hönsgårdar; den dödas dock ibland av bönder som betraktar gråräven som skadedjur. De flesta individer dör på grund av jakt eller uppställda fällor för att komma åt rävens päls. IUCN listar djuret som livskraftigt (LC) då beståndet inte minskar.